# Politiques d'identité
 (décembre 2021).
Si vous disposez d'ouvrages ou d'articles de référence ou si vous connaissez des sites web de qualité traitant du thème abordé ici, merci de compléter l'article en donnant les références utiles à sa vérifiabilité et en les liant à la section « Notes et références ».
 (décembre 2021).
La mise en forme du texte ne suit pas les recommandations de Wikipédia : il faut le « wikifier ».
Les points d'amélioration suivants sont les cas les plus fréquents :
- Les titres sont pré-formatés par le logiciel. Ils ne sont ni en capitales, ni en gras.
- Le texte ne doit pas être écrit en capitales (les noms de famille non plus), ni en gras, ni en italique, ni en « petit »…
- Le gras n'est utilisé que pour surligner le titre de l'article dans l'introduction, une seule fois.
- L'italique est rarement utilisé : mots en langue étrangère, titres d'œuvres, noms de bateaux, etc.
- Les citations ne sont pas en italique mais en corps de texte normal. Elles sont entourées par des guillemets français : « et ».
- Les listes à puces sont à éviter, des paragraphes rédigés étant largement préférés. Les tableaux sont à réserver à la présentation de données structurées (résultats, etc.).
- Les appels de note de bas de page (petits chiffres en exposant, introduits par l'outil «  Source ») sont à placer entre la fin de phrase et le point final[comme ça].
- Les liens internes (vers d'autres articles de Wikipédia) sont à choisir avec parcimonie. Créez des liens vers des articles approfondissant le sujet. Les termes génériques sans rapport avec le sujet sont à éviter, ainsi que les répétitions de liens vers un même terme.
- Les liens externes sont à placer uniquement dans une section « Liens externes », à la fin de l'article. Ces liens sont à choisir avec parcimonie suivant les règles définies. Si un lien sert de source à l'article, son insertion dans le texte est à faire par les notes de bas de page.
- La présentation des références doit suivre les conventions bibliographiques. Il est recommandé d'utiliser les modèles {{Ouvrage}}, {{Chapitre}}, {{Article}}, {{Lien web}} et/ou {{Bibliographie}}. Le mode d'édition visuel peut mettre en forme automatiquement les références.
- Insérer une infobox (cadre d'informations à droite) n'est pas obligatoire pour parachever la mise en page.

Pour une aide détaillée, merci de consulter Aide:Wikification.
Si vous pensez que ces points ont été résolus, vous pouvez retirer ce bandeau et améliorer la mise en forme d'un autre article.
Les politiques d'identité ou politique identitaire, sont une approche politique où des facteurs d'identification particuliers développent des programmes politiques fondés sur ces identités. Le terme est utilisé de diverses manières pour décrire des phénomènes aussi variés que le multiculturalisme, les mouvements de femmes, les droits civils, les mouvements de lesbiennes et de gays, et les mouvements séparatistes régionaux.
Des défenseurs de la politique identitaire adoptent une perspective intersectionnelle, qui dit tenir compte de la gamme des systèmes d'oppression en interaction qui peuvent affecter leur vie et provenir de leurs diverses identités. Selon des personnes qui se décrivent comme des défenseurs de la politique identitaire, celle-ci est centrée sur les expériences vécues par ceux et celles qui sont confrontés à des oppressions systémiques. Le but est de comprendre l'interaction des oppressions raciales, économiques, fondées sur le sexe et le genre (entre autres) et de s'assurer qu'aucun groupe n'est affecté de manière disproportionnée par les actions politiques, présentes et futures. Ces applications contemporaines de la politique identitaire décrivent des personnes de race, d'ethnie, de sexe, d'identité de genre, d'orientation sexuelle, d'âge, de classe économique, de statut de handicap, d'éducation, de religion, de langue, de profession, de parti politique, de statut de vétéran et d'emplacement géographique spécifiques. Ces étiquettes identitaires ne s'excluent pas mutuellement, mais sont souvent combinées en une seule pour décrire des groupes hyper-spécifiques. Des personnes qui adoptent une perspective intersectionnelle, comme Kimberle Crenshaw, critiquent des formes plus étroites des politiques identitaire qui mettent trop l'accent sur les différences intergroupes et ignorent les différences intragroupes et les formes d'oppression.
Des critiques de la politique identitaire la considèrent comme particulariste, contrairement à l'universalisme des perspectives libérales, ou affirment qu'elle détourne l'attention des structures d'oppression et d'exploitation non identitaires. Une critique de gauche des politiques identitaire, comme celle de Nancy Fraser, souligne que la mobilisation politique basée sur l'affirmation identitaire conduit à une redistribution de surface qui ne remet pas en cause le statu quo. Selon Nancy Fraser, la déconstruction identitaire, plutôt que l'affirmation, est plus propice à une politique de redistribution économique de gauche. D'autres critiques, comme celles de Kurzwelly, Rapport et Spiegel, soulignent que les politiques identitaire conduisent souvent à la reproduction et à la réification de notions essentialistes de l'identité qu'il considère, lui, comme étant erronées.

## Terminologie
À la fin des années 1970, un nombre croissant de femmes - notamment des femmes juives, des femmes de couleur et des lesbiennes - ont critiqué l'hypothèse d'une " expérience féminine " commune, indépendamment des différences uniques de race, d'ethnicité, de classe, de sexualité et de culture. Le terme " politique de l'identité " a été inventé par le Combahee River Collective en 1977. Ce groupe collectif de femmes considérait la politique de l'identité comme une analyse qui permettait aux femmes noires de s'impliquer activement dans la politique, tout en agissant simultanément comme un outil pour authentifier les expériences personnelles des femmes noires. L'usage de ce terme s'est répandu au début des années 1980, et au cours des décennies suivantes, il a été employé dans une myriade de cas avec des connotations radicalement différentes selon le contexte du terme. Il a gagné en popularité avec l'émergence de l'activisme social, et s'est manifesté dans divers dialogues au sein des mouvements féministes, des droits civils américains et des mouvements LGBT, ainsi que dans de multiples organisations nationalistes et postcoloniales.
Dans l'usage académique, le terme politique identitaire fait référence à un large éventail d'activités politiques et d'analyses théoriques ancrées dans les expériences d'injustice partagées par différents groupes sociaux, souvent exclus. Dans ce contexte, la politique identitaire vise à réclamer une plus grande autodétermination et une plus grande liberté politique pour les peuples marginalisés en comprenant des paradigmes particuliers et des facteurs liés au mode de vie, et en remettant en question les caractérisations et les limitations imposées de l'extérieur, au lieu de s'organiser uniquement autour des systèmes de croyance du statu quo ou des affiliations aux partis traditionnels. L'identité est utilisée "comme un outil pour formuler des revendications politiques, promouvoir des idéologies politiques, ou stimuler et orienter l'action sociale et politique, généralement dans un contexte plus large d'inégalité ou d'injustice et dans le but d'affirmer la spécificité et l'appartenance du groupe et d'obtenir du pouvoir et de la reconnaissance".

## Histoire
Le terme de (en) identity politics  peut être utilisé dans le discours politique depuis au moins les années 1970. La première apparition écrite connue du terme se trouve dans la déclaration d'avril 1977 du groupe socialiste féministe noir, Combahee River Collective, qui a été initialement imprimée dans Capitalist Patriarchy and the Case for Socialist Feminism de 1979, puis dans Home Girls : A Black Feminist Anthology, édité par Barbara Smith, une membre fondatrice de ce collectif, qui a été crédité d'avoir inventé le terme.
Les politiques d'identité, en tant que mode de catégorisation, sont étroitement liées à l'attribution de l'oppression à certains groupes sociaux (tels que les femmes, les minorités ethniques et les minorités sexuelles), c'est-à-dire à l'idée que les individus appartenant à ces groupes sont, en vertu de leur identité, plus vulnérables à des formes d'oppression telles que l'impérialisme culturel, la violence, l'exploitation du travail, la marginalisation ou l'assujettissement. Aux États-Unis, la politique d'identité est généralement attribuée à ces groupes minoritaires opprimés qui luttent contre la discrimination. Au Canada et en Espagne, la politique identitaire a été utilisée pour décrire des mouvements séparatistes ; en Afrique, en Asie et en Europe de l'Est, elle a décrit de violents conflits nationalistes et ethniques. Dans l'ensemble, en Europe, les politiques identitaires sont axées sur la "protection des peuples autochtones" (avec la notion de « français de souches », par exemple en France, contre le "Grand Remplacement") contre la mondialisation et de l'immigration.
Certains groupes ont combiné les politiques d'identité avec l'analyse marxiste des classes sociales et la conscience de classe - l'exemple le plus notable étant le Black Panther Party - mais cela n'est pas nécessairement caractéristique de cette forme. Un autre exemple est le groupe MOVE, qui a mélangé le nationalisme noir avec l'anarcho-primitivisme (une forme radicale de politique verte basée sur l'idée que la civilisation est un instrument d'oppression, prônant le retour à une société de chasseurs-cueilleurs). La politique identitaire peut être représenté par n'importe quelle position sur l'échiquier politique avec des exemples comme les mouvements loyalistes d'Ulster, islamistes ou d'identité chrétienne, ou comme le nationalisme queer et le nationalisme noir.
Selon Craig Calhoun, au cours des années 1980, les politiques de l'identité sont devenues très importantes et ont été liée à une vague d'activisme des mouvements sociaux.

## Débats et critiques

### Nature du mouvement
L'expression "politique de l'identité" a été appliquée rétroactivement à divers mouvements bien antérieurs à sa création. L'historien Arthur Schlesinger Jr. a longuement discuté de la politique identitaire dans son livre de 1991 intitulé The Disuniting of America. Schlesinger, fervent défenseur des conceptions libérales des Droits civiques, il affirme qu'une démocratie libérale a besoin d'une base commune pour que la culture et la société fonctionnent. Plutôt que de considérer la société civile comme déjà fracturée selon des lignes de pouvoir et d'impuissance (en fonction de la race, de l'ethnicité, de la sexualité, etc.), Schlesinger suggère que le fait de fonder la politique sur la marginalisation des groupes est en soi ce qui fracture la politique civile, et que la politique de l'identité va donc à l'encontre de la création de réelles opportunités pour mettre fin à la marginalisation. Schlesinger estime que "les mouvements pour les droits civiques devraient viser à l'acceptation et à l'intégration complètes des groupes marginalisés dans la culture dominante, plutôt que de... perpétuer cette marginalisation par l'affirmation de la différence".
Brendan O'Neill a suggéré que la politique de l'identité provoque (plutôt que de simplement reconnaître et agir sur) les schismes politiques le long des lignes d'identité sociale. Ainsi, il oppose la politique de libération gay et la politique identitaire en disant : "[Peter] Tatchell avait également, à l'époque,... un engagement envers la politique de libération, qui encourageait les gays à sortir, à vivre et à s'engager. Maintenant, nous avons la politique de l'identité, qui invite les gens à rester à l'intérieur, à se replier sur eux-mêmes, à être obsédés par le corps et le moi, à s'entourer d'un champ de force moral pour protéger leur vision du monde - qui n'a rien à voir avec le monde - de toute remise en question".
De même, au Royaume-Uni, l'auteur Owen Jones affirme que les politiques identitaires marginalisent souvent la classe ouvrière.

### Questions relatives aux LGBT
Le mouvement de libération gay de la fin des années 1960 jusqu'au milieu des années 1980 a incité les lesbiennes et les gays à s'engager dans des actions directes radicales et à contrer la honte sociale par la fierté gay. Dans l'esprit féministe de la personnalité en tant que politique, la forme la plus fondamentale de militantisme consistait à mettre l'accent sur le coming out auprès de la famille, des amis et des collègues, et à vivre en tant que personne ouvertement lesbienne ou gay. Alors que les années 1970 ont marqué l'apogée de la "libération gay" à New York et dans d'autres zones urbaines des États-Unis, le terme "libération gay" était encore utilisé à la place de "gay pride" dans des zones plus oppressives jusqu'au milieu des années 1980, certaines organisations optant pour le terme plus inclusif de "libération lesbienne et gay". Alors que les activistes féministes et transgenres ont fait pression pour obtenir des noms plus inclusifs dès le début du mouvement, le sigle LGBT, ou "Queer" comme abréviation de LGBT dans la contre-culture, n'a été accepté comme terme générique que beaucoup plus tard dans les années 1980, et dans certaines régions pas avant les années 1990, voire 2000. Au cours de cette période aux États-Unis, les politiques identitaires ont été largement perçues dans ces communautés à travers les définitions adoptées par des écrivains tels que Audre Lorde, qui s'identifie elle-même comme "noire, gouine, féministe, poète, mère", selon laquelle l'expérience vécue compte, nous définit et est la seule chose qui confère l'autorité pour parler de ces sujets ; que "si je ne me définissais pas pour moi-même, je serais écrasée dans les fantasmes des autres pour moi et mangée vivante".
Dans les années 2000, dans certains domaines des études queer postmodernes (notamment celles portant sur le genre), l'idée de " politique identitaire " a commencé à s'éloigner de celle de nommer et de revendiquer l'expérience vécue, et l'autorité découlant de l'expérience vécue, pour mettre l'accent sur le choix et la performance. Certain-e-s qui s'inspirent du travail d'auteurs comme Judith Butler soulignent particulièrement ce concept de refaire et défaire les identités performatives. Les auteurs dans le domaine de la théorie queer ont parfois poussé ce concept jusqu'à affirmer que le terme "queer", malgré des générations d'utilisation spécifique pour décrire une orientation sexuelle "non-hétérosexuelle", n'a plus besoin de se référer à une quelconque orientation sexuelle spécifique ; qu'il s'agit maintenant uniquement de "perturber le courant dominant", l'auteur David M.Halperin, de nombreuses personnes LGBT estiment que ce concept d'"hétérosexualité queer" est un oxymore et une forme offensante d'appropriation culturelle qui non seulement prive les gays et les lesbiennes de leur identité, mais rend invisible et non pertinente l'expérience réelle et vécue de l'oppression qui est à l'origine de leur marginalisation. "Cela désexualise l'identité, alors que le problème concerne précisément l'identité sexuelle".
Certains partisans de la politique identitaire prennent position en se basant sur les travaux de Gayatri Chakravorty Spivak (notamment "Can the Subaltern Speak ?") et ont décrit certaines formes de politique identitaire comme un essentialisme stratégique, une forme qui a cherché à travailler avec les discours hégémoniques pour réformer la compréhension des objectifs "universels". D'autres soulignent la logique erronée et les dangers ultimes de la reproduction de fortes divisions identitaires inhérentes à l'essentialisme.

### Critiques et reproches à l'égard de la politique d'identité
Des critiques soutiennent que les groupes fondés sur une identité partagée particulière (par exemple, la race ou l'identité sexuelle) peuvent détourner l'énergie et l'attention de questions plus fondamentales, à l'instar de l'histoire des stratégies "diviser pour régner". En réponse aux formulations du Combahee River Collective qui nécessitaient l'organisation des femmes autour d'identités intersectionnelles pour provoquer un changement social plus large, les féministes socialistes et radicales ont insisté sur le fait que, au contraire, l'activisme nécessitait le soutien de formes d'oppression plus "fondamentales". D'autres féministes ont également fait écho à ce sentiment, en laissant entendre qu'une politique des problèmes devrait supplanter une politique de l'identité.
Tarrow affirme également que la politique de l'identité peut produire des mouvements insulaires, sectaires et divisés, incapables d'accroître le nombre de membres, d'élargir les appels et de négocier avec des alliés potentiels. En d'autres termes, l'organisation séparée sape l'identité de mouvement, détourne des militant-e-s de questions importantes et empêche la création d'un programme commun.
Chris Hedges a critiqué la politique identitaire comme étant l'un des facteurs constituant une forme de "capitalisme d'entreprise" qui ne fait que se faire passer pour une plate-forme politique, et qui, selon lui, "n'arrêtera jamais l'inégalité sociale croissante, le militarisme incontrôlé, l'éviscération des libertés civiles et l'omnipotence des organes de sécurité et de surveillance".
Ceux qui critiquent la politique identitaire depuis la droite la considèrent comme intrinsèquement collectiviste et préjudiciable, en contradiction avec les idéaux du libéralisme classique. Ceux qui critiquent la politique identitaire depuis la gauche la considèrent comme une version du nationalisme bourgeois, c'est-à-dire comme une stratégie de division et de conquête des classes dirigeantes pour diviser les gens par nationalité, race, ethnie, religion, etc. afin de détourner la classe ouvrière de son unité dans le but de la lutte des classes.

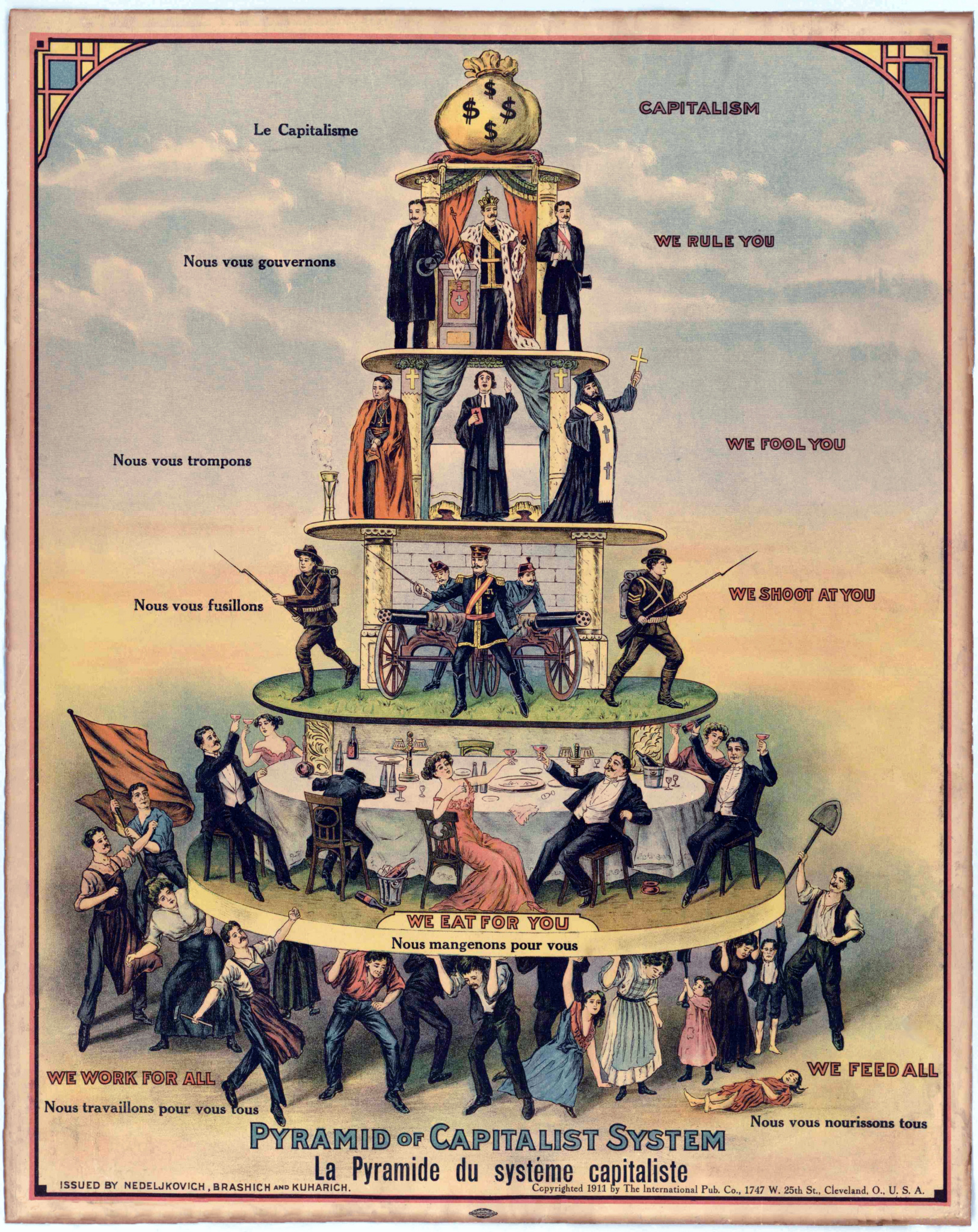
Affiche "Pyramide du système capitaliste" (Nedeljkovich, Brashich, & Kuharich -1911)

Le sociologue Charles Derber affirme que la gauche américaine est "en grande partie un parti de politique identitaire" et qu'elle "n'offre aucune critique générale de l'économie politique du capitalisme. Elle se concentre sur les réformes pour les Noirs et les femmes, etc. Mais elle ne propose pas d'analyse contextuelle au sein du capitalisme". Lui et David North du Parti de l'égalité socialiste affirment que ces mouvements identitaires fragmentés et isolés qui imprègnent la gauche ont permis la résurgence de l'extrême-droite. Cornel West a affirmé que le discours sur l'identité raciale, de genre et d'orientation sexuelle était "crucial" et "indispensable", mais a souligné qu'il "doit être lié à une intégrité morale et à une solidarité politique profonde qui se concentre sur une forme financiarisée de capitalisme prédateur. Un capitalisme qui tue la planète, les pauvres, les travailleurs d'ici et d'ailleurs".
Des critiques des politiques d'identité ont également été exprimées par des écrivains, intellectuels et penseurs tels que Eric Hobsbawm, Todd Gitlin, Michael Tomasky, Richard Rorty, Michael Parenti, Jodi Dean, Sean Wilentz et le philosophe Slavoj Žižek. [Hobsbawm, en tant que marxiste, a critiqué les nationalismes et le principe d'autodétermination nationale adopté dans de nombreux pays après 1919, car selon lui, les gouvernements nationaux ne sont souvent que l'expression d'une classe ou d'un pouvoir dominant, et leur prolifération a été à l'origine des guerres du XXe siècle. Par conséquent, Hobsbawm soutient que les politiques identitaires, telles que le nationalisme homosexuel, l'islamisme, le nationalisme des Cornouailles ou le loyalisme d'Ulster, ne sont que d'autres versions du nationalisme bourgeois. Le point de vue selon lequel la politique identitaire (ancrée dans la contestation du racisme, du sexisme, etc.) masque l'inégalité de classe est très répandu aux États-Unis et dans d'autres pays occidentaux. Selon Jeff Sparrow, ceci ne tiendrait pas compte du fait que les politiques de classe seraient elles-mêmes des politiques identitaires.

## Exemples

### Raciale et ethnoculturelle
Les politiques d'identité ethnique, religieuse et raciale ont dominé la politique américaine au 19e siècle, pendant le deuxième système de partis (années 1830-1850) ainsi que le troisième système de partis (années 1850-1890). Selon Woodman, l'identité raciale est le thème central de la politique du Sud des États-Unis depuis l'abolition de l'esclavage.
Des modèles similaires apparaissent au 21e siècle, sont couramment référencés dans la culture populaire et sont de plus en plus analysés dans les médias et les commentaires sociaux comme une partie interconnectée de la politique et de la société. La politique d'identité raciale, qui est à la fois un phénomène de la majorité et des groupes minoritaires, peut se développer en réaction à l'héritage historique de l'oppression d'un peuple fondée sur la race. Elle peut aussi être une question d'identité de groupe générale, car "la politique d'identité raciale utilise la conscience raciale ou la mémoire et les expériences collectives du groupe comme cadre essentiel pour interpréter les actions et les intérêts de tous les autres groupes sociaux".
Carol M. Swain a affirmé que la fierté ethnique des non-Blancs et "l'accent mis sur la politique de l'identité raciale" fomentent la montée du nationalisme blanc. L'anthropologue Michael Messner a suggéré que la Million Man March était un exemple de politique de l'identité raciale aux États-Unis.

#### Politique identitaire arabe
La politique identitaire arabe concerne les politiques identitaires dérivées de la conscience raciale ou ethnoculturelle des peuples arabes. Dans le régionalisme du Moyen-Orient, elle a une signification particulière par rapport aux identités nationales et culturelles des pays non arabes, comme la Turquie, l'Iran et les pays d'Afrique du Nord Dans leur ouvrage Being Arab : Arabism and the Politics of Recognition, les universitaires Christopher Wise et Paul James ont contesté l'idée selon laquelle, après l'invasion de l'Afghanistan et de l'Irak, les politiques axées sur l'identité arabe étaient terminées. Réfutant l'opinion qui avait "amené de nombreux analystes à conclure que l'ère de la politique identitaire arabe était révolue", Wise et James ont examiné son développement en tant qu'alternative viable au fondamentalisme islamique dans le monde arabe.
Selon Marc Lynch, l'ère post-Printemps arabe a vu s'accroître la politique identitaire arabe, qui est "marquée par des rivalités entre États et par des conflits entre États et sociétés". Lynch pense que cela crée une nouvelle guerre froide arabe, qui n'est plus caractérisée par les divisions sectaires entre sunnites et chiites, mais par la réapparition d'une identité arabe dans la région. Najla Said a exploré l'expérience de toute une vie de politique identitaire arabe dans son livre Looking for Palestine.

#### Politique identitaire des Américains d'origine asiatique
Dans le domaine politique des États-Unis, selon Jane Junn et Natalie Masuoka, les possibilités de vote des Américains d'origine asiatique reposent sur l'hypothèse que les personnes classées dans la catégorie des Asiatiques partagent un sentiment d'identité raciale et que cette conscience de groupe a des conséquences politiques. Cependant, l'idée d'un bloc monolithique d'Américains d'origine asiatique a été remise en question car les populations sont diverses en termes d'origine nationale et de langue - aucun groupe n'est prédominant - et les universitaires suggèrent que ces nombreux groupes diversifiés favorisent leurs groupes d'origine nationale distincts plutôt qu'une supposée identité raciale pan-ethnique : Chinois (23%), Philippins (18%), Indiens d'Asie (17%), Vietnamiens (11%), Coréens (11%) et Japonais (8%), ainsi qu'une catégorie "autres Asiatiques" (12%). En outre, les définitions appliquées aux catégories raciales aux États-Unis sont des constructions spécifiquement américaines auxquelles les immigrants asiatiques américains peuvent ne pas adhérer à leur arrivée.
Jun et Masuoka constatent que, par rapport aux Noirs, l'identité asiatique américaine est plus latente et que la conscience du groupe racial est plus sensible au contexte environnant.

#### Politique d'identité féministe noire
Les politiques d'identité féministes noires concernent les politiques identitaires dérivées des expériences vécues des luttes et de l'oppression auxquelles sont confrontées les femmes noires. En 1977, la déclaration du Combahee River Collective (CRC) affirmait que les femmes noires avaient du mal à faire face à leur oppression en raison du sexisme présent dans le Mouvement des droits civiques et du racisme présent dans le féminisme de la deuxième vague. Cette déclaration - dans laquelle le CRC a inventé le terme "identity politics" - a donné aux femmes noires des États-Unis un point d'ancrage politique - à la fois au sein des mouvements radicaux et en général - à partir duquel elles pouvaient affronter l'oppression à laquelle elles étaient confrontées. La CRC a également prétendu développer l'adage féministe antérieur selon lequel "le personnel est politique", en faisant référence à ses propres séances de sensibilisation, au centrage du discours noir et au partage communautaire des expériences d'oppression comme pratiques permettant d'étendre la portée de l'expression. Comme mentionné précédemment, K. Crenshaw, affirme que l'oppression des femmes noires est illustrée dans deux directions différentes : la race et le sexe.
En 1988, Deborah K. King a inventé le terme "Multiple jeopardy", une théorie qui développe la façon dont les facteurs d'oppression sont tous interconnectés. King a suggéré que les identités de genre, de classe et de race ont chacune une connotation préjudiciable individuelle, qui a un effet progressif sur l'iniquité dont on fait l'expérience.
En 1991, Nancie Caraway a expliqué, du point de vue d'une féministe blanche, que la politique des femmes noires devait être comprise par des mouvements féministes plus larges, dans la mesure où les différentes formes d'oppression auxquelles les femmes noires sont confrontées (par le biais de la race et du sexe) sont interconnectées, présentant un composé d'oppression.

#### Politique d'identité hispanique/latino
Selon Leonie Huddy, Lilliana Mason et S. Nechama Horwitz, la majorité des Latinos aux États-Unis s'identifient au Parti démocrate. Les inclinaisons démocrates des Latinos peuvent s'expliquer par : des préférences politiques idéologiques et une identité expressive fondée sur la défense de l'identité et du statut des Latinos, cette dernière explication étant fortement étayée par une analyse de l'étude nationale sur les élections des immigrants latinos et de l'étude nationale sur les élections américaines de 2012, axées respectivement sur les immigrants et les citoyens latinos. La perception d'une discrimination omniprésente à l'encontre des Latinos et de l'animosité du parti républicain a entraîné une intensification de la préférence partisane et, en retour, un engagement accru des Latinos dans les campagnes politiques américaines.

#### Politique d'identité Māori
En raison de l'opposition entre les concepts basés sur la tribu et les concepts pan-māoris, il y a une utilisation à la fois interne et externe de la politique identitaire Māori en Nouvelle-Zélande. Projetée vers l'extérieur, la politique identitaire Māori a été une force perturbatrice dans la politique de la Nouvelle-Zélande et dans les conceptions post-coloniales de la nation. Son développement a également été étudié comme provoquant des développements identitaires ethniques parallèles dans les populations non-Māori. L'universitaire Alison Jones, dans son ouvrage co-écrit Tuai : A Traveller in Two Worlds, suggère qu'une forme de politique identitaire Māori, directement opposée aux Pākehā (Néo-Zélandais blancs), a contribué à fournir une "base pour la collaboration interne et une politique de force".
Un journal du ministère du Développement social de 2009 a identifié la politique identitaire Māori, et les réactions sociétales à celle-ci, comme le facteur le plus important derrière les changements significatifs dans l'auto-identification du recensement néo-zélandais de 2006

#### Politique d'identité musulmane
Depuis les années 1970, l'interaction entre religion et politique est associée à la montée des mouvements islamistes au Moyen-Orient. Salwa Ismail affirme que l'identité musulmane est liée à des dimensions sociales telles que le sexe, la classe sociale et les modes de vie (intersectionnalité), de sorte que des musulmans différents occupent des positions sociales différentes par rapport aux processus de mondialisation. Tous ne s'engagent pas uniformément dans la construction de l'identité musulmane, et ils ne s'appliquent pas tous à une identité musulmane monolithique.
La construction de la politique identitaire musulmane britannique est marquée par l'islamophobie ; Jonathan Brit suggère que l'hostilité politique envers "l'autre" musulman et la réification d'une identité globale qui occulte et nie les identités collectives transversales ou l'individualité existentielle sont des accusations portées contre une politique identitaire musulmane affirmée en Grande-Bretagne. En outre, parce que la politique identitaire musulmane est considérée comme une source de division interne/externe et donc contre-productive, ainsi que le résultat d'une manipulation par des conservateurs religieux et des politiciens locaux/nationaux, les politiques progressistes de la gauche antiraciste ont été débordées. Brit considère que la segmentation qui a divisé les musulmans britanniques entre eux et avec l'alliance antiraciste en Grande-Bretagne est la conséquence d'une direction patriarcale et conservatrice centrée sur la mosquée.
Un sondage Le Monde/IFOP réalisé en janvier 2011 en France et en Allemagne a révélé qu'une majorité d'entre eux estimait que les musulmans étaient "dispersés de manière inappropriée" ; un analyste de l'IFOP a déclaré que les résultats indiquaient quelque chose qui allait "au-delà de l'association de l'immigration à la sécurité ou de l'immigration au chômage, pour associer l'islam à une menace pour l'identité".

#### Politique d'identité blanche
En 1998, les politologues Jeffrey Kaplan et Leonard Weinberg ont prédit qu'à la fin du 20e siècle, une "droite radicale euro-américaine" promouvrait une politique transnationale de l'identité blanche, qui invoquerait des récits de doléances populistes et encouragerait l'hostilité envers les peuples non blancs et le multiculturalisme. [Aux États-Unis, les informations grand public ont identifié la présidence de Donald Trump comme le signal d'une utilisation croissante et généralisée de la politique de l'identité blanche au sein du parti républicain et du paysage politique. Les journalistes Michael Scherer et David Smith ont rendu compte de son développement depuis le milieu des années 2010.
Ron Brownstein estime que le président Trump utilisait la "politique de l'identité blanche" pour renforcer sa base et que cela limiterait en fin de compte sa capacité à atteindre les électeurs américains non blancs pour l'élection présidentielle américaine de 2020. Une analyse de Reuters et d'Ipsos sur quatre ans a confirmé que "la marque de politique de l'identité blanche de Trump pourrait être moins efficace dans la campagne électorale de 2020". "Pendant les primaires démocrates, le candidat à la présidence Pete Buttigieg a publiquement averti que le président et son administration utilisaient la politique de l'identité blanche, qui, selon lui, était la forme la plus conflictuelle de politique identitaire. Le chroniqueur Reihan Salam écrit qu'il n'est pas convaincu que Trump utilise la "politique de l'identité blanche" étant donné qu'il bénéficie toujours d'un soutien important de la part des républicains libéraux et modérés - qui sont plus favorables à l'immigration et à la légalisation des immigrés sans papiers - mais il pense que cela pourrait devenir un problème plus important à mesure que les Blancs deviennent une minorité et revendiquent leurs droits comme d'autres groupes minoritaires[. Salam affirme également qu'une augmentation de la politique de "l'identité blanche" est loin d'être certaine étant donné les taux très élevés de mariages mixtes (c'est effectivement le cas aux Etats-Unis, alors qu'en Europe, la majorité des femmes et des hommes européens de "souches" ne se mélangent pas avec les populations "allogènes") et l'exemple historique de la majorité culturelle autrefois anglo-protestante (les fameux "WASP", "White Anglo Saxon Protestant") qui a embrassé une majorité culturelle blanche plus inclusive qui comprenait des Juifs, des Italiens, des Polonais, des Arabes et des Irlandais.
Le chroniqueur Ross Douthat a soutenu que ce phénomène est important pour la politique américaine depuis l'ère Richard Nixon du Parti républicain, et l'historienne Nell Irvin Painter a analysé la thèse d'Eric Kaufmann selon laquelle le phénomène est causé par la diversité raciale dérivée de l'immigration, qui réduit la majorité blanche, et une "culture de l'adversaire anti-majoritaire". écrivant dans Vox, le commentateur politique Ezra Klein pense que le changement démographique a alimenté l'émergence de la politique de l'identité blanche.

### Genre
La politique de l'identité de genre considère la politique, tant dans la pratique qu'en tant que discipline universitaire, comme ayant une nature sexuée et que le genre est une identité qui influence la façon dont les gens pensent. La politique est devenue de plus en plus une politique de genre car les structures formelles et les "règles du jeu" informelles sont devenues sexuées. La manière dont les institutions affectent différemment les hommes et les femmes commence à être analysée de manière plus approfondie, car le genre affectera l'innovation institutionnelle.

#### La politique identitaire des femmes aux États-Unis
Les spécialistes des mouvements sociaux et les théoriciens de la démocratie ne sont pas d'accord sur la question de savoir si les politiques d'identité affaiblissent les mouvements sociaux féminins et sapent leur influence sur les politiques publiques ou si elles ont des effets inverses. S. Laurel Weldon soutient que lorsque des groupes marginalisés s'organisent autour d'une situation sociale intersectionnelle, des connaissances sur le groupe social sont générées, les sentiments d'affiliation entre les membres du groupe sont renforcés et l'agenda du mouvement devient plus représentatif. En ce qui concerne spécifiquement les États-Unis, Weldon suggère que l'organisation des femmes en fonction de leur race renforce ces mouvements et améliore la réactivité du gouvernement face à la violence contre les femmes de couleur et les femmes en général.

## Radio
- (fr) Brice Couturier, Critique de la politique de l'identité  https://www.franceculture.fr/emissions/le-tour-du-monde-des-idees/critique-de-la-politique-de-lidentite 2017